# Marja-Helena Pälvilä
Marja-Helena Pälvilä, född den 14 mars 1970 i Uleåborg i Finland, är en finländsk ishockeyspelare.
Hon tog OS-brons i damernas ishockeyturnering i samband med de olympiska ishockeytävlingarna 1998 i Nagano.